# Beleg van Rennes
Het Beleg van Rennes was onderdeel van de Bretonse Successieoorlog en de Honderdjarige Oorlog. Het beleg vond plaats van 3 oktober 1356 tot 5 juli 1357 rond de stad Rennes. Het leger van de Engelsen stond onder leiding van Hendrik van Grosmont en de verdediging van de stad werd geleid door Bertrand de Saint-Pern en later door Bertrand du Guesclin.

## Het beleg
Op 3 oktober van het jaar 1356 begonnen de soldaten van Hendrik van Grosmont met de belegering van de stad. De buiten de muren gelegen wijken van de stad werden algauw geplunderd door de Engelsen. Tijdens het beleg voerden de Engelsen verschillende aanvallen uit op de muren van Rennes. Maar door de standvastigheid van haar bewoners werden de Engelsen enkele keren teruggeslagen.
Toen het beleg al enkele maanden bezig was, wist Bertrand du Guesclin samen met een klein legertje, door middel van een afleidingsmanoeuvre, de stad te bereiken met een buitgemaakt voedselkonvooi. Du Guesclin wist grote wapenfeiten tegen te houden door enkele officieren in het leger van Grosmont uit te dagen tot een duel en die duels ook te winnen. Ook door enkele uitvallen kon de uitgehongerde stad blijven standhouden tegen het leger van Grosmont.
Uiteindelijk wordt het beleg in begin juli 1357 opgeheven door Grosmont na betaling van 100.000 kronen door inwoners van Rennes.